# Ганот
Ганот (ивр. גַּנּוֹת‎, дословно — «Сады») — мошав в центральной части Израиля. Расположен недалеко от «Хирии» (ныне парк имени Ариэля Шарона). Административно мошав относится к региональному совету «Сдот-Дан». В 2020 году население деревни составляло 587 человека.

## История
В 18-м и 19-м веках территория на который был создан мошав Ганот принадлежала подрайону города Лод, который охватывал территорию от современного города Модиин-Маккабим-Реут на юге до современного города Эльад на севере и от предгорий на востоке, через долину Лод к окраинам Яффы на западе. Этот район был домом для тысяч жителей примерно в 20 деревнях, которые имели в своем распоряжении десятки тысяч гектаров первоклассных сельскохозяйственных угодий.
Мошав был основан в первый раз в 1950 году демобилизованными солдатами, но позже был заброшен. Он был восстановлен в 1955 году компанией Rassco (компания по постройке сельских и пригородных поселений) и принимал жителей со всей страны. 
Развязка Ганот, соединяющая шоссе 1 и шоссе 4, расположена рядом с мошавом.

## Название
Название мошава (дословно — «Сады») взято из Книги Пророка Амоса 9:14;
И возвращу из плена народ Мой, Израиля, и застроят опустевшие города и поселятся в них, насадят виноградники и будут пить вино из них, разведут сады и станут есть плоды из них.Амос. 9:14
Оригинальный текст (иврит)ידוְשַׁבְתִּי֮ אֶת־שְׁב֣וּת עַמִּ֣י יִשְׂרָאֵל֒ וּבָנ֞וּ עָרִ֤ים נְשַׁמּוֹת֙ וְיָשָׁ֔בוּ וְנָטְע֣וּ כְרָמִ֔ים וְשָׁת֖וּ אֶת־יֵינָ֑ם וְעָשׂ֣וּ גַנּ֔וֹת וְאָכְל֖וּ אֶת־פְּרִיהֶֽם

## Население
По данным Центрального статистического бюро Израиля, население на начало 2020 года составляло 587 человек.